# HAL (робот)

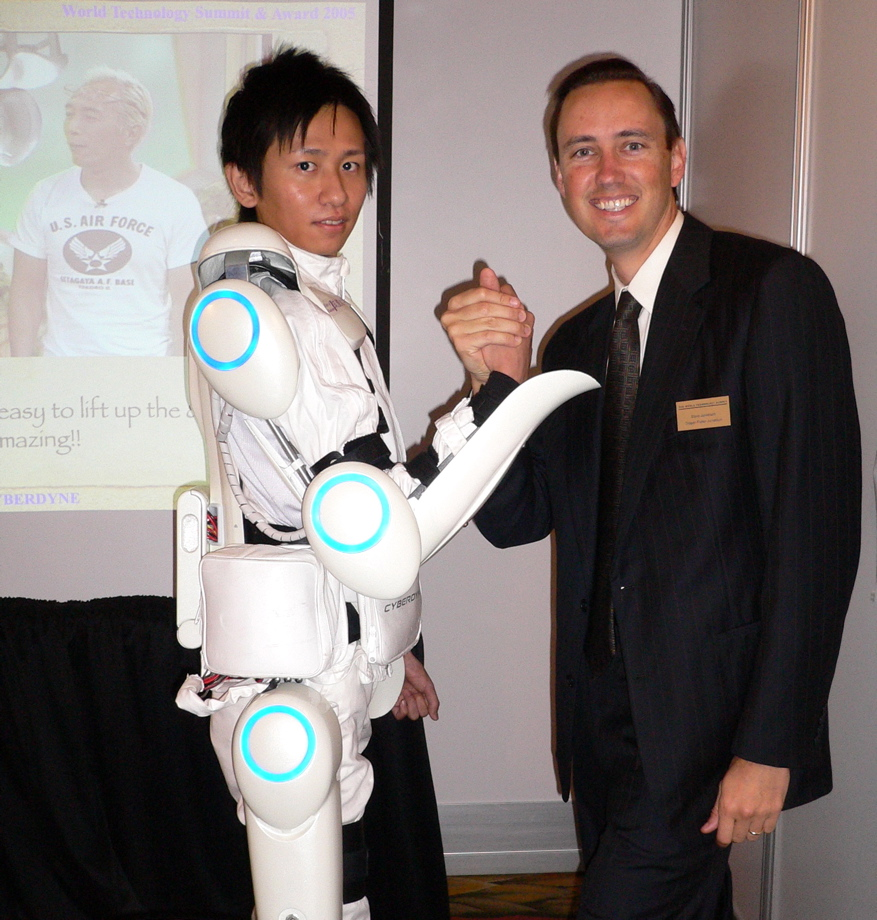
Прототип 2005 року.

Hybrid Assistive Limb (HAL, укр. гібридна допоміжна кінцівка) — екзоскелет розроблений Цукубським університетом та роботехнічною компанією Cyberdyne Inc.. Був розроблений для розширення фізичних можливостей користувача, особливо для людей з фізичними вадами. Існує дві основні версії системи: HAL 3, який забезпечує тільки ногові функції, і HAL 5, який є повним екзоскелетом для рук, ніг, і тулубу.
В 2011, Cyberdyne і Цукубський університет оголосили що лікарняні випробування екзоскелету почнуться в 2012 році і продовжатся до 2014 або 2015. Станом на жовтень 2012 року екзоскелети були у використанні в більш ніж 130 різних медичних установах Японії. В лютому 2013 року, система HAL стала першим екзоскелетом який отримав глобальний сертифікат безпеки. В серпні 2013 HAL отримав сертифікат Єврокомісії для клінічного використання в Європі, як перший в світі не-хірургічний лікувальний робот. На додачу до медичного застосування екзоскелет використовується в будівництві та для ліквідації наслідків стихійних лих.

## Історія
Перший прототип запропонував Йосіюкі Санкай — професор в Цукубському університеті. Захоплюючись робтами з третього класу, Санкай хотів створити роботизований костюм для «підтримки людей.» В 1989 році, після отримання Ph.D. в робототехніці, він почав розробку HAL. Санкай провів три роки, з 1990 до 1993, окреслюючи нейрони які відповідають за роботу ніг. Ще чотири роки знадобилося щоб зробити перший прототип.
Третій прототип, розроблений на початку 2000-х років, був приєднаний до комп'ютера. Сама батарея важила близько 22 кг, і вимагала двох осіб для встановлення, роблячи це непрактичним. Пізніша модель HAL-5 важила всього 10 кг, а батарея і комп'ютер кріпилися на поясі користувача.

## Дизайн
Коли людина пробує рухати тілом, нервові сигнали передаються від мозку до м'язів через мотонейрони, рухаючи скелетно-м'язову систему. Коли це трапляється, малі біосигнали можуть бути зареєстровані на поверхні шкіри. Екзоскелет ловить ці сигнали сенсором прикріпленим до шкіри користувача. На підставі отриманих сигналів, приводні вузли рухають суглоби для підтримки і посилення руху людини. Апарати HAL мають систему кібернетичного контролю для власного управління користувачем і для автономної підтримки руху.

## Призначення
HAL призначений для допомоги інвалідам і людям старшого віку виконувати повсякдені завдання, але також може використовуватись у фізично вимогливих роботах, таких як будівництво чи ліквідація стихійних лих. Екзоскелет переважно використовується в лікарнях, і може бути модифікований для використання пацієнтами в реабілітації. На додачу, наукові дослідження показали що, в комбінації зі спеціальними терапевтичними іграми, HAL-5 може стимулювати когнітивну активність, і допомагати дітям-інвалідам ходити. Подальші наукові дослідження показали що така терапія може бути використана для реабілітації після травми спинного мозку або інсульту.